# Francisco Jambrina
Francisco Jambrina (Espanha, 3 de dezembro de 1902 — Cidade do México, 21 de janeiro de 1967) foi um ator e diretor de televisão espanhol, que se tornou conhecido por dirigir e escrever telenovelas mexicanas.

## Filmografia

### Televisão
- Vértigo (1967)
- Tú eres un extraño (1965)
- Central de Emergencia (1964)
- Historia de un cobarde (1964)
- La doctora (1963)
- La sombra del otro (1963)
- Pablo y Elena (1963)
- El profesor Valdez (1962)
- No basta ser medico (1961)
- Amar fue su pecado (1960)
- Ha llegado un extraño (1959)
- Más allá de la angustia (1958)
- Senda prohibida (1958)

### Cinema
- El día comenzó ayer (1965)
- México de mis recuerdos (1962) - Amado
- Mi madre es culpable (1960) - Arturo Gónzales
- Las rosas del milagro (1960) - Obispo Fray Juan de Zumárraga
- La mujer y la bestia (1959) - Andrade
- El derecho a la vida (1959) - Ignacio
- Ladrones de niños (1958)
- Maternidad imposible (1955)
- La hija de la otra (1951) - Comandante
- Buenas noches mi amor (1951) - Luis
- La posesión (1949) - Gregorio Muñoz
- La oveja negra (1949) - Sotero
- El gran calavera (1949) - Gregório
- El supersabio (1948)
- El secreto de Juan Palomo (1947)
- Los siete niños de Écija (1947)
- Me persigue una mujer (1947)
- El ahijado de la muerte (1946) - Sacerdote
- Lo que va de ayer a hoy (1945)
- Capullito de alhelí (1945)
- Toros, amor y gloria (1944) - Felipe
- La pequeña madrecita (1944)
- El hombre de la máscara de hierro (1943)
- El rayo del sur (1943) - Félix
- Mexicanos, al grito de guerra (1943) - Juan Prim
- El padre Morelos (1943)
- Aventuras de Cucuruchito y Pinocho (1943)
- Dulce madre mía (1943)
- Maravilla del toreo (1943)
- Los miserables (1943)
- El verdugo de Sevilla (1942)
- Simón Bolívar (1942) - Antonio José de Sucre
- Los dos pilletes (1942)
- Dos mexicanos en Sevilla (1942)
- El barbero prodigioso (1942) - Tomás
- El crimen del expreso (1939)
- Cada loco con su tema (1938) - Arturo
- Padre Mercader (1938)
- Malditas serán las mujeres (1936)
- Mujeres sin alma (1934) - Martín Gómez
- El pulpo humano (1934)